# Matthäus Brandtner
Matthäus Brandtner war ein deutscher Orgelbauer in Thorn in Königlich Preußen im 17. und 18. Jahrhundert.

## Leben
Über Matthäus Brandtner ist die älteste Erwähnung von 1685 beim Bau der Orgel in Thorn erhalten. Zu dieser Zeit lebte er in der Stadt. Aus den folgenden Jahrzehnten sind einige Neu- und Umbauten von Orgeln sowie Reparaturen bekannt.
Da 1726 erstmals ein Matthias Brandtner genannt wurde, könnte dieser ein Sohn und Nachfolger gewesen sein. Der Zeitpunkt des Übergangs ist nicht feststellbar. Von 1737 sind letztmals Arbeiten durch einen Brandtner bekannt.

## Orgeln (Auswahl)
Von Matthäus Brandtner sind einige Orgelneu- und Umbauten bekannt (Auswahl).
Die Seitenorgel im Dom St. Johannes in Toruń ist teilweise erhalten, als eine der ältesten in Polen, ebenso die Prospekte in Sandomierz und Topolno, letzterer wird Brandtner zugeschrieben, jeweils fettgedruckt.
| Jahr      | Ort                   | Gebäude        | Bild                                                   | Manuale | Register | Bemerkungen |
| --------- | --------------------- | -------------- | ------------------------------------------------------ | ------- | -------- | --- |
| 1685–1687 | Bukowitz (Bukowiec)   | Kirche         |                                                        | II/P    | ?        | ursprünglich in Dominikanerkirche St. Nikolai in Thorn, 1685 erster Prospekt abgebrannt, 1687 Fertigstellung, 1834 Umsetzung nach Bukowitz wegen Abrisses der Kirche, ersetzt im 19./20. Jhd. |
| 1688      | Thorn (Toruń)         | St. Johannes   |                                                        | I/P     | 15       | Seitenorgel, Prospekt, einige Pfeifen, Traktur und Windladen erhalten, 1945 teilweise zerstört, 1980er Jahre Restaurierung |
| 1691–1692 | Leslau (Włocławek)    | Dom            |                                                        | II/P    | 32       | Neubau, 1893 ersetzt durch Johann Spiegel |
| 1693      | Thorn (Toruń)         | St. Johannes   |                                                        |         |          | Erweiterung der Hauptorgel, 1877/78 ersetzt durch Max Terletzki |
| 1694      | Topolno               | Paulinerkirche | Gehäuse der Brandtner-zugeschriebenen Orgel in Topolno | I       | 8        | Zuschreibung wegen ähnlichen Prospekts wie in Thorn St. Johannes, Prospekt erhalten, 1900 Neubau durch W. Sauer, 2011 durch Scheffler restauriert |
| 1698      | Sandomir (Sandomierz) | Dom            |                                                        | II/P    | 30       | Prospekt erhalten, Fertigstellung der Orgel von Andreas Nitrowski von 1694–1697, 1929 ersetzt durch Homan-Jezierski, 1967 Rekonstruktion nach historischer Disposition durch Chwałek, Die von Niedt-Mattheson 1721 angegebene Disposition mit 50 Registern entsprach nicht dem faktischen Zustand |
| 1716      | Słupca                | Pfarrkirche    | Orgel der Pfarrkirche in Słupca                        | I/P     | 16       | Sehr gut erhalten und 2002 durch Nawrot & Synowie restauriert |